# Agrotis pyrenaica
Agrotis pyrenaica là một loài bướm đêm trong họ Noctuidae.